# جو إدواردز
جو إدواردز (بالإنجليزية: Joe Edwards)‏ (31 أكتوبر 1990 بغلوستر في المملكة المتحدة - ) هو لاعب كرة قدم بريطاني في مركز الظهير. لعب مع ستوكبورت كونتي وكولتشستر يونايتد ونادي بريستول سيتي ويوفل تاون ونادي باث سيتي.

## وصلات خارجية
- جو إدواردز على موقع قاعدة بيانات كرة القدم.إي يو (الإنجليزية)
- جو إدواردز على موقع Soccerbase.com (لاعب) (الإنجليزية)